# Lit (mytologi)
I nordisk mytologi var Lit (norröna Litr) en dvärg som i berättelsen om Balders bålfärd springer i vägen för Tor och sparkas in i elden. Snorre Sturlasson beskriver händelsen på följande sätt i Gylfaginning 49:
Så bars Balders lik ut på skeppet, och när hans hustru Nanna Nepsdotter såg det sprängdes hon av sorg och dog. Hon lades på bålet och man satte eld på det. Tor stod bredvid och vigde bålet med Mjölner. Men en dvärg sprang framför hans fötter. Han kallas Lit. Tor sparkade till honom så att han for in i elden och brändes.
Ganska många uppgifter i Snorres skildring av Balders likbål har visat sig stämma med verkliga förhållanden då vikingatida hövdingar har gått upp i rök. Att den avlidnes hustru har följt sin man i döden har varit vanligt, och ibland har också en träl eller tjänare blivit offrad. Troligen, skriver religionshistorikern Britt-Mari Näsström, sparkade Tor in dvärgen Lit i elden "för att göra honom till en tjänare i dödsriket".

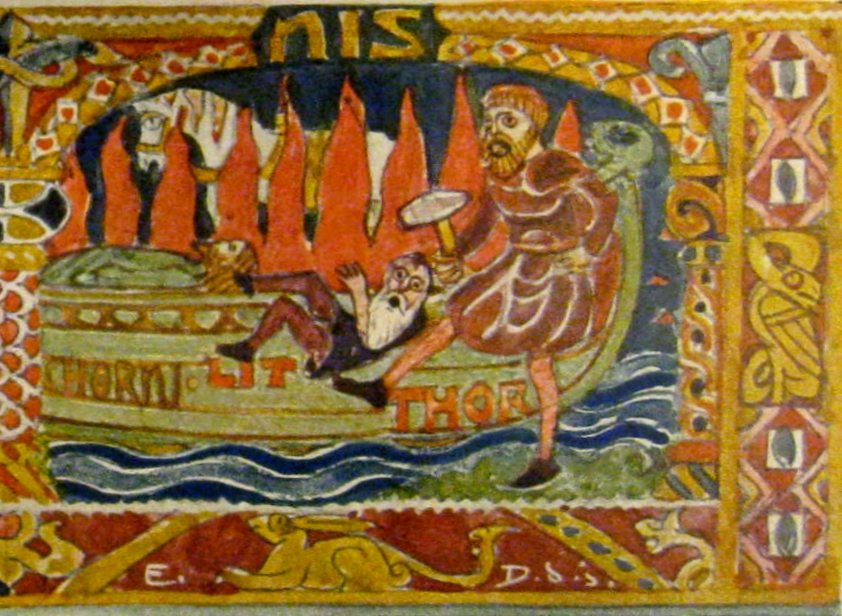
Tor sparkar in Lit i elden. Bild av Emil Doepler, cirka 1905.

## Tulorna
Namnet Lit (Litr) förekommer också bland Namntulornas dvärganamn samt i Vǫluspá 12, där det finns en liknande uppräkning av dvärgar (stroferna 9–16). Vǫluspás lista citeras med små avvikelser i Gylfaginning 14, där Snorre förtydligar att de nämnda dvärgarna tillhör två olika grupper: sådana som bor i jorden och sådana som bor i klippor och stenar. Dvärgen Lit skulle, enligt Snorre, tillhöra gruppen jordbebyggare.

## Ån bågspännarens saga
En dvärg med namnet Lit omtalas i fornaldarsagan Áns saga bogsveigis, men just denna dvärg sägs uttryckligen ha haft sin boning i ett flyttblock. I första kapitlet berättas att sagans huvudperson Ån Björnsson (Án Bjarnarson) då han var tolv år gammal "försvann och blev borta i tre dygn, utan att någon visste vad som hade blivit av honom". I en skogsglänta hade Ån fått syn på en dvärg som stod vid en bäck framför ett stort stenblock. Ån smög sig mellan stenen och dvärgen och spärrade dennes reträttväg. Sedan tvingade han dvärgen att förfärdiga en båge och fem magiska pilar, för att inte för alltid stängas ute från stenen. Bågbyggandet tog tre dygn, vilket förklarar Åns bortovaro. När Ån fått bågen gav han dvärgen några silverstycken som betalning, varpå dvärgen i glädje även skänkte Ån en vackert snidad stol, som gossen bar hem och gav till sin mor.

## En jätte
Troligen har det också funnits en jätte med namnet Lit. I Snorres Skáldskaparmál 42 citeras en halvstrof av 800-talsskalden Brage den gamle, där uttrycket "Lits mäns stridsbjudare" (Litar flotna fangboði) används som kenning för Tor. De som stred mot Tor var ju jättarna, och om "Lits män" var jättar, så bör också Lit ha varit en jätte.
I en av Snorra Eddans handskrifter nämns dessutom, i en strof av Torbjörn disaskald, Lit som en av de jättar som Tor slagit ihjäl. Men i övriga handskrifter av Snorres Edda står dock på motsvarande ställe namnet Lútr, varför Litr brukar räknas som en felskrivning. Icke desto mindre skulle det ha passat myten bättre om det hade varit en jätte och inte en dvärg som Tor dräpte på Balders bål, skriver historikern John Lindow och gissar att "dvärgen" Lit kanske var en jätte i en ursprungligare version av berättelsen om Balders bålfärd.

## En oxe
Enligt Namntulorna ska Lit (Litr) också ha varit ett oxnamn.